# Franciszek Tatara
Franciszek Tatara (ur. 1902, zm. 12 maja 1984) – polski docent doktor inżynier konstruktor.  

## Życiorys

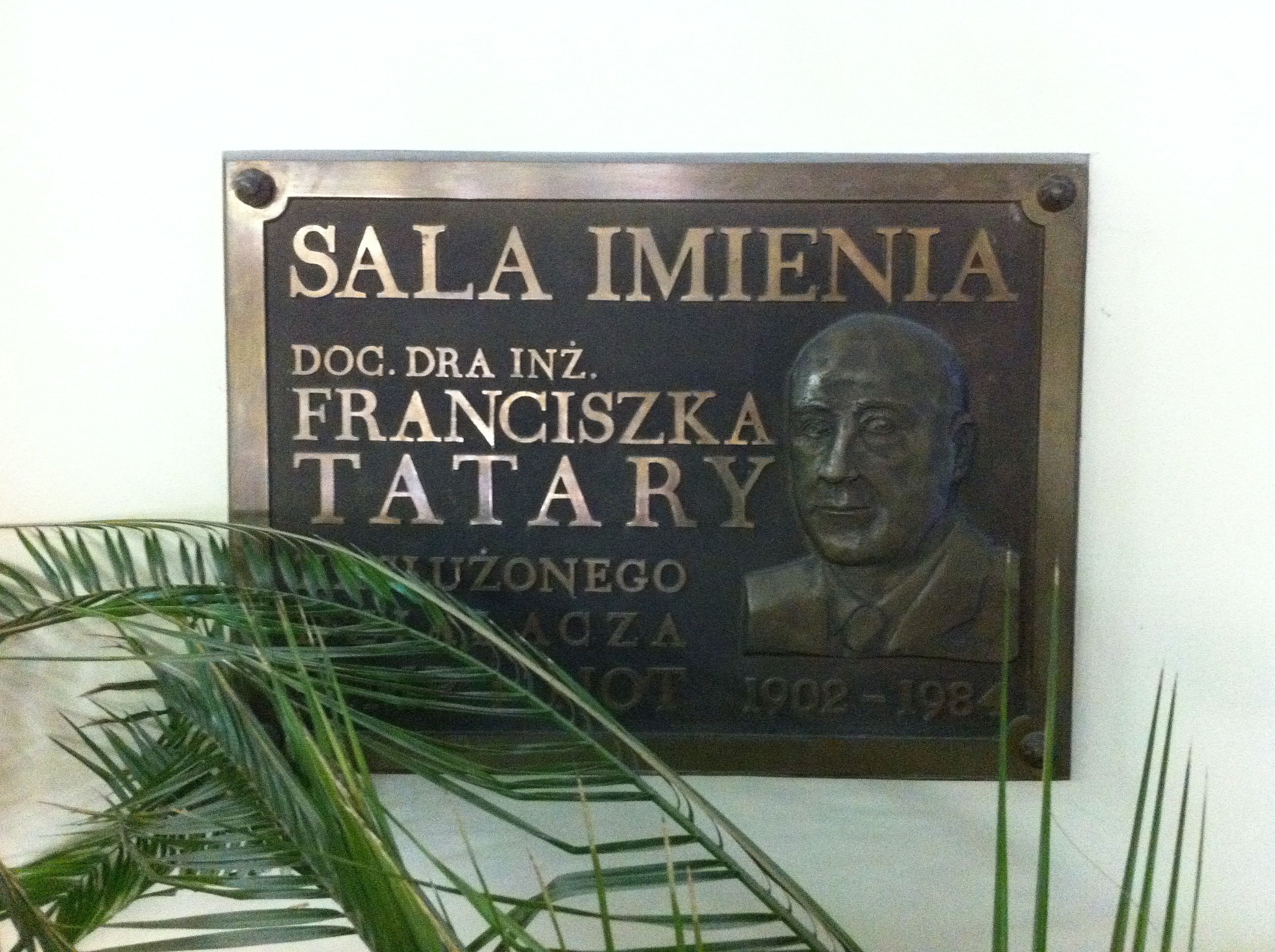
Tablica pamiątkowa Franciszka Tatary w budynku NOT w Poznaniu

Franciszek Tatara ukończył Politechnikę Lwowską. Od 1928 roku związany był z Poznaniem. 
W latach 1949–1952 pełnił funkcję dyrektora Centralnego Biura Konstrukcyjnego Nr 1, późniejszego Centralnego Biura Konstrukcyjnego Przemysłu Taboru Kolejowego.  
W 1951 roku rozpoczął pracę dydaktyczną jako docent w Wyższej Szkole Inżynierskiej w Poznaniu, w której w 1952 roku zorganizował specjalność „Technologia budowy taboru kolejowego”, a w 1956 roku utworzył Katedrę Pojazdów Szynowych. W 1970 roku w wyniku zmian strukturalnych w Politechnice Poznańskiej została ona przekształcona w Zakład Pojazdów Szynowych funkcjonujący w strukturze Instytutu Wysokoprężnych Silników Okrętowych i Kolejowych Politechniki Poznańskiej. Był kierownikiem tego zakładu nieprzerwanie do przejścia na emeryturę w 1973 roku.
Był członkiem oddziału Poznańskiego Stowarzyszenia Inżynierów i Techników Mechaników Polskich.
Został pochowany na Cmentarzu Junikowo w Poznaniu (pole 3, rząd A, grób 12A).

## Osiągnięcia

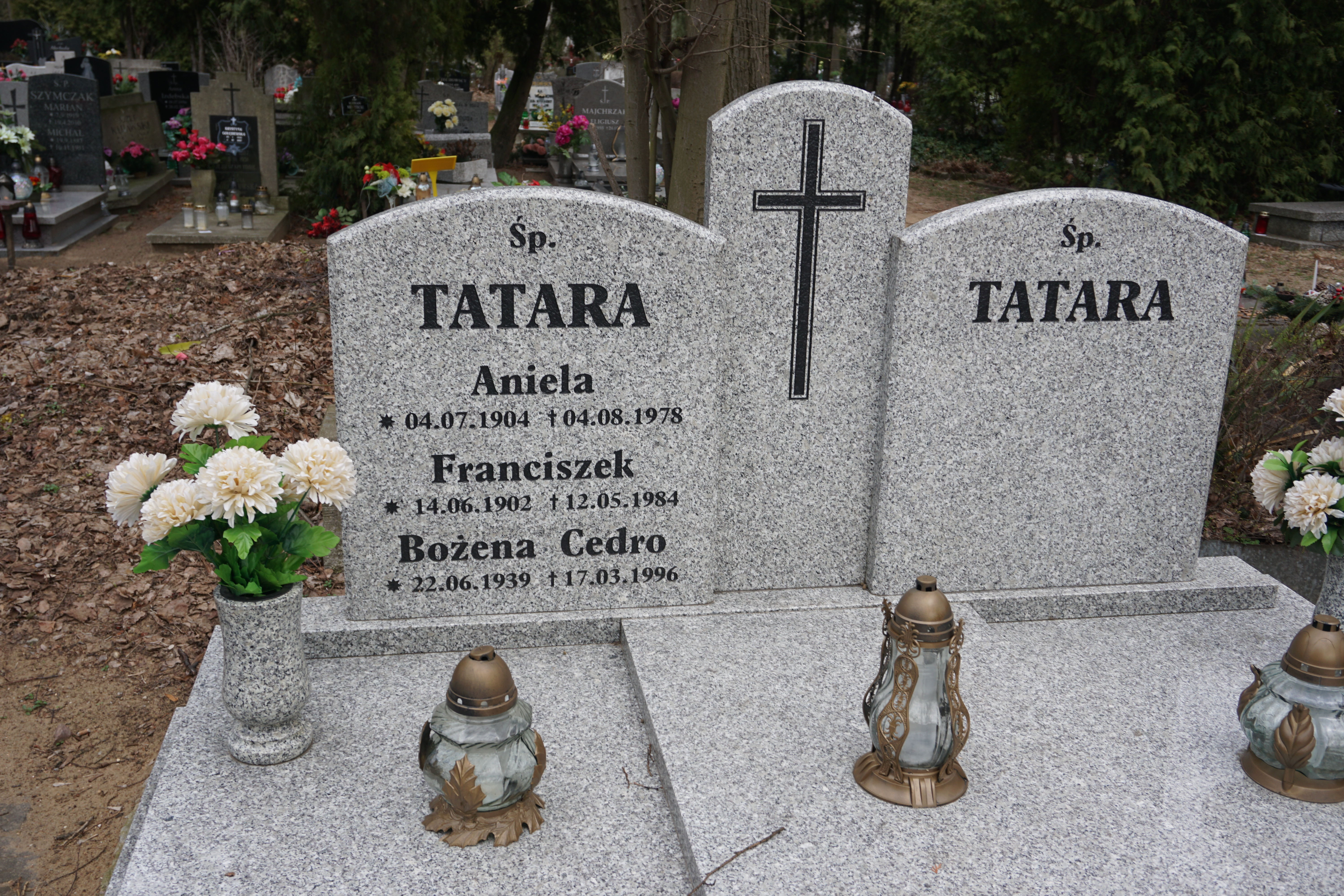
Grób Franciszka Tatary na Cmentarzu Junikowskim

W 1933 roku opatentował urządzenie do wyrównywania ciśnienia w silnikach parowych. Był autorem licznych publikacji z dziedziny kolejnictwa.